# Тимофеев, Пётр Васильевич
Пётр Васильевич Тимофе́ев (1902—1982) — советский учёный в области электроники и вакуумной техники. Лауреат двух Сталинских премий (1946, 1951), заслуженный деятель науки и техники РСФСР (1947), член-корреспондент АН СССР (1953) и Академии артиллерийских наук (23.10.1953), доктор физико-математических наук (1940), профессор (1935).

## Биография
П. В. Тимофеев родился 12 (25) июня 1902 года в Москве. Русский. С 1919 года — инструктор жилищно-земельного отдела Замоскворецкого Совета г. Москвы. С 1920 года — студент физико-математического факультета Московского государственного университета. С 1925 года — преподаватель рабфака Московского высшего технического училища. В 1928—1963 гг. — начальник отдела, заведующий лабораторией Всесоюзного электротехнического института (в 1942—1946 гг. — начальник Особого конструкторского бюро Всесоюзного электротехнического института им. В. И. Ленина). По совместительству в 1928—1929 гг. — аспирант Физического института Московского государственного университета. Много внимания уделял педагогической работе. Преподавал в 1926—1941 гг. в Московском государственном университете; в 1933—1941 гг. — в Московском энергетическом институте; в 1932—1937 гг. — в Московском педагогическом институте им. К. Либкнехта; в 1945—1948 гг. — в Военно-воздушной инженерной академии им. Н. Е. Жуковского. В 1927—1934 годах принимал участие в составлении «Технической энциклопедии» в 26-и томах под редакцией Л. К. Мартенса, автор статей по тематике «фотоэлементы». Одновременно по совместительству работал научным консультантом ряда оборонных научно-исследовательских институтов, был главным конструктором систем инфракрасной техники военного назначения. С 1938 г. — в НИИ-10 Наркомата машиностроения; в 1946—1960 гг. — в НИИ-160 Министерства электронной и электротехнической промышленности; в 1930—1960 гг. — в Научно-исследовательском кино-фото институте. С 1963 года — на пенсии.
Умер 18 ноября 1982 года. Похоронен в Москве на Головинском кладбище.

## Научная деятельность
Крупный учёный и конструктор в области электроники и электровакуумной техники. Автор более 100 научных трудов и свыше 30 изобретений. Исследовал вопросы вторичной эмиссии электронов, изобрел оригинальные конструкции электронных умножителей, иконоскопов. Многие фундаментальные работы посвящены созданию электронно-оптических преобразователей, электронных умножителей, фотоэффекту, разряду в газах и электронной оптике. Создатель электронно-лучевых трубок для катодных осциллографов. В годы Великой Отечественной войны разработал ряд электронно-лучевых приборов, принятых на вооружение Советской армии. После войны разрабатывал приборы ночного видения, управления ночными военными операциями. Основатель нового научного раздела техники — «инфракрасная техника». Созданные П. В. Тимофеевым фотоэлементы (1930), передающие телевизионные трубки (супериконоскоп в 1933), фотоумножители явились основой для создания советского звукового кино и телевидения, а электронно-оптические преобразователи, усилители яркости изображения и приёмники инфракрасного диапазона — для создания техники ночного видения.

### Труды
- Электронные и ионные приборы. М., Л.: Госэнергоиздат, 1940. 336 с.;
- О механизме вторичной эмиссии электронов со сложных поверхностей // Журнал технической физики. 1940. Т. 10. Вып. 1;
- Фотоэлементы с многокаскадным усилением фототока при помощи вторичной эмиссии электронов // Журнал технической физики. 1940. Т. 10. Вып. 2;
- О форме поля для электростатических линз // Журнал технической физики. 1948. Т. 18. Вып. 4 (соавтор В. В. Сорокина);
- Эмиссия электронов со сложных поверхностей // Радиотехника и электроника. 1957. Т. 2. Вып. 1;
- Эмиссия электронов со сложных поверхностей //Радиотехника и электроника. Т. 2. Вып. 1.1957. С. 85-91;
- Экспериментальная проверка теоретических формул Зворыкина-Рудника // Известия Киевского политехнического института. Т. 24. Сборник трудов по машинострое-нию. Вып. 1.1957. С. 147—161;
- Атомный источник высокого напряжения//Атомная энергия. Т. 6. Вып. 4. 1959. С. 470—472 (соавтор Симченко Ю. А.);
- Электронные умножители с направляющей электронные потоки сеткой // Радиотехника и электроника. Т. 4. Вып. 10. 1959. С. 1678—1684 (соавтор Кормакова Н. Г.);
- Получение высоких напряжений на зажимах трансформаторов маломощных преобразователей // Электричество. 1960. № 1. С. 38-42 (соавтор Симченко Ю. А.);
- Эмиссия (3-электронов в вакууме и её применение // Радиотехника и электроника. 1960. Т. 5. Вып. 8. С. 1198—1202 (соавтор Симченко Ю. А.);
- Свойства фотоэлектронных умножителей с кислородно-цезиевым фотокатодом // Радиотехника и электроника. 1960. Т. 5. Вып. 10. С. 1692—1697 (соавтор Кормакова Е. Г);
- Эмиссия электронов в электронно-оптических преобразователях для уф-лучей // Радиотехника и электроника. 1960. Т. 5. Вып. 10. С. 1687—1691 (соавтор Сорокина В. В.);
- Электронные лампы с холодными катодами // Известия Академии наук СССР. Отделение технических наук. Энергетика и автоматика. 1960. № 6. С. 143—147 (соавторы Аранович Р. М., Ксендзацкий И. Г.).

## Награды и премии
- Герой Социалистического Труда (13.10.1982)
- орден Ленина (13.10.1982)
- четыре ордена Трудового Красного Знамени (16.05.1947; 02.06.1952; 19.07.1962; 17.09.1975)
- орден Красной Звезды (21.01.1944)
- орден «Знак Почёта» (21.04.1939)
- медали
- Сталинская премия второй степени (1946) — за создание новых типов оптических приборов
- Сталинская премия второй степени (1951) — за создание новых оптических приборов.
- заслуженный деятель науки и техники РСФСР (1947)